# Alfonso Pichardo
Santiago Alfonso Pichardo Lechuga (Ciudad de México, México; 1 de febrero de 1973) conocido simplemente como Alfonso Pichardo, es un cantante, multiinstrumentista, compositor y abogado mexicano. 
Actualmente es el vocalista del grupo mexicano Mœnia.

## Biografía
Alfonso nació el 1 de febrero de 1973 en Guadalajara, es hijo del político mexicano Ignacio Pichardo Pagaza; y es egresado de Universidad Anáhuac México Norte en la Licenciatura en Derecho.

### 1985–1993: vocalista de Mœnia
En 1985 el grupo Mœnia, que inicialmente comenzara como un proyecto amistoso entre tres compañeros de escuela con el nombre de "5Mentarios", decidió tomar profesionalmente la idea de hacer una banda que sonara como los ídolos ingleses del pop electrónico a los que los tres miembros admiraban, dando origen al nombre en 1991. Su primera salida del grupo se da en 1993 cuando decide concluir su carrera de Derecho.

### 1998-presente: regreso al grupo
A principios de 1998, Alfonso Pichardo, regresa al grupo tras la salida de Juan Carlos Lozano, es reclutado por los dos integrantes de Moenia y realizan así su segundo trabajo discográfico, titulado "+Adición", álbum que eleva a la banda hasta los primeros lugares de las listas de popularidad del país con su sencillo «Manto estelar», que los llevaría a través de distintas ciudades de Estados Unidos y México en una gira que culminó en una exitosa actuación en el Auditorio Nacional, con la que el grupo consolidó su éxito comercial y su preferencia entre las masas.

## Discografía
Álbumes con Mœnia
- 1992: Mœnia (Disco Perdido)
- 1999: Adición+
- 2001: Le Modulor
- 2003: Televisor
- 2004: Stereohits
- 2001: Hits Live
- 2006: Solar
- 2009: En Eléctrico
- 2012: FM
- 2016: Fantom
- 2023: Stereo Hits 2

Álbumes recopilatorios con Mœnia
- 1998: 067.86.M.Mixes
- 2000: Serie Sensacional
- 2001: Sólo Para Fanáticos
- 2001: Éxitos
- 2005: La Más Completa Colección
- 2006: Singles
- 2010: Grandes Éxitos + Grandes Mixes

Álbumes como solista
- 2009: Equivocal (Extended Play)